# Auto-Illustrierte
Die Auto-Illustrierte (Eigenschreibweise auto-illustrierte, auch als ai bekannt) ist eine unabhängige Automobilfachzeitschrift in der Schweiz. Sie erscheint monatlich in deutscher und französischer Sprache und hat Stand 2024 zusammen mit der Online-Ausgabe den grössten Leseranteil in der Schweiz. Der Sitz des Verlages ist in Zürich.

## Allgemeines
Schwerpunkte der Zeitschrift liegen bei Test- und Fahrberichten, Vorstellungen neuer Modelle sowie Motorsportereignissen. Weitere Hauptthemen sind seit Beginn der 2000er Jahre die neuen Antriebe und nachhaltige Mobilität sowie die Nachwuchsförderung Schweizer Motorsporttalente.
Über die Jahre wurden die zwölf regulären Ausgaben in unregelmässigen Abständen durch diverse Spezialtitel und Sonderdruckausgaben, wie z. B. Auto-Illustrierte KLASSIK, ergänzt. Jeden Januar verleiht die Redaktion den Titel «Best Cars» des Jahres.
Charakteristisch für die ai ist eine Vielzahl grossformatiger Bilder, die den Textinhalt ergänzen.
Die tägliche online-Ausgabe umfasst Nachrichten, Präsentationen sowie Fahrberichte (freiverfügbare und gegen Bezahlung abrufbare Artikel).

## Geschichte
Die Zeitschrift entstand 1979 aus dem 1976 in der Ostschweiz gegründeten Magazin Dein Auto. Der erste Chefredaktor hiess Ueli Habersaat, der 1981 vom Marc Hopf abgelöst wurde. Zwischen 2010 und 2014 leitete der deutsche Journalist Ulrich Safferling die Redaktion.
Von anfangs lediglich 3'500 monatlich gedruckten Exemplaren stieg die Leserzahl kontinuierlich auf über 110'000 im Jahr 2023 (Online-Ausgabe nicht einberechnet).